# Calliteara abietis
Espèce
Calliteara abietis, le Liparis du Sapin, est une espèce de lépidoptères (papillons) de la famille des Erebidae et de la sous-famille des Lymantriinae.
On la trouve dans les forêts de conifères dans une aire s'étendant de l'Europe du Nord et l'Europe centrale à travers la Russie et jusqu'au Japon. Elle est absente de France.
L'envergure des ailes du papillon varie de 35 à 52 mm. Univoltin, il vole en juin-juillet. Sa chenille se nourrit des aiguilles les plus tendres de Picea abies, Abies alba, Larix sibirica et Juniperus communis.

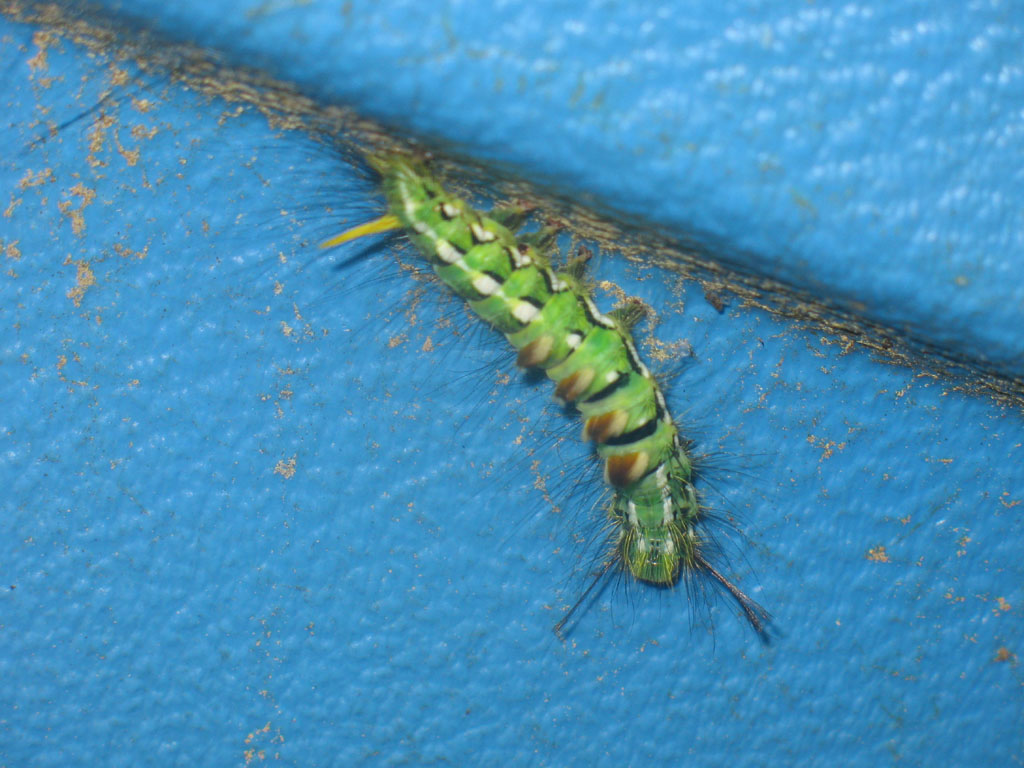
Chenille.